# Pichanaqui (distrito)
Pichanaqui é um distrito da província de Chanchamayo, localizado do Departamento de Junín, Peru.

## Transporte
O distrito de Pichanaqui é servido pela seguinte rodovia:
- PE-5S, que liga o distrito de Chanchamayo (Região de Junín)à Fronteira Bolívia-Peru (em Puerto Maldonado) - no distrito de Tambopata (Região de Madre de Dios)
- PE-5SB, que liga a cidade ao distrito de Río Tambo [2][3][4]